# Burton L. Mack
Burton L. Mack, född 1931, död 9 mars 2022, var författare och professor emeritus i tidig kristendom vid School of Theology i Claremont i Kalifornien. Han tog sin doktorsexamen i nytestamentliga studier och religionshistoria vid Göttingens universitet i Tyskland.  Han är också verksam vid Institute for Antiquity and Christianity.
Mack betraktades som en liberal forskare. Hans Jesus är en kyniker, en visdomslärare utan någon eskatologisk agenda. Genom att fokusera på det han ansåg vara den hypotetiska Jesuskällan Q:s  äldsta lager, återstod för honom endast sju sidor med det Jesus kan antas ha gjort och sagt, medan det övriga Jesusmaterialet är sådant som han menade har tillagts Jesus i efterhand. Detta innebar också att Macks Jesus blir mycket litet judisk.

## Böcker
- Mack, Burton L. (1973) (på tyska). Logos und Sophia: Untersuchungen zur Weisheitstheologie im hellenistischen Judentum. Studien zur Umwelt des Neuen Testaments, 0585-6272 ; 10. Göttingen: Vandenhoeck & Ruprecht. Libris 5348659. ISBN 3-525-53361-6
- Mack, Burton L. (1985) (på engelska). Wisdom and the Hebrew epic: Ben Sira's Hymn in praise of the fathers. Chicago studies in the history of Judaism, 99-0304373-2. Chicago: Univ. of Chicago Press. Libris 4718442. ISBN 0-226-50049-7
- Mack, Burton L. (1988) (på engelska). A Myth of Innocence: Mark and Christian Origins. Philadelphia: Fortress Press. Libris 5666158. ISBN 0-8006-2113-1
- Mack, Burton L.; Robbins Vernon K. (1989) (på engelska). Patterns of Persuasion in the Gospels. Foundations & facets. Literary facets, 99-1257666-7. Sonoma, Calif.: Polebridge Press. Libris 6829146. ISBN 0-944344-08-9
- Mack, Burton L. (1990) (på engelska). Rhetoric and the New Testament. Guides to Biblical scholarship. New Testament series, 99-0492069-9. Minneapolis: Fortress Press. Libris 5666193. ISBN 0-8006-2395-9
- Mack, Burton L. (1993) (på engelska). The Lost Gospel: The Book of Q and Christian Origins (1. ed.). San Francisco, Calif.: HarperSanFrancisco. Libris 4490301. ISBN 0-06-065374-4
- Mack, Burton L. (1995) (på engelska). Who Wrote the New Testament?: The Making of the Christian Myth. San Francisco, Ca.: HarperSanFrancisco. Libris 4490331. ISBN 0-06-065517-8
- Mack, Burton L. (2001) (på engelska). The Christian Myth: Origins, Logic, and Legacy. New York: Continuum. Libris 13876163. ISBN 0826413552
- Mack, Burton L. (2008) (på engelska). Myth and the Christian Nation: A Social Theory of Religion. Equinox Publishing Ltd. Libris 12265307. ISBN 9781845533731
- Mack, Burton L. (2011) (på engelska). Christian Mentality: The Entanglements of Power, Violence, and Fear. London: Equinox. ISBN 9781845538941
- Mack, Burton L. (2017) (på engelska). The Rise and Fall of the Christian Myth: Restoring Our Democratic Ideals. New Haven: Yale Univ Pr. Libris 19990086. ISBN 9780300222890